# Ranunculus pyrenaeus
Espèce
Classification phylogénétique
La Renoncule des Pyrénées  (Ranunculus pyrenaeus L.) est une espèce de plantes à fleurs du genre Ranunculus, herbacée de la famille des Ranunculaceae. vivace présente dans les Alpes et les Pyrénées.